# Prudential plc
Tập đoàn bảo hiểm Prudential (LSE:PRU, NYSE: PUK, SEHK: ) là một công ty bảo hiểm nhân thọ và dịch vụ tài chính đa quốc gia có trụ sở tại London, Vương quốc Anh. Tập đoàn này được thành lập tại London vào tháng 5 năm 1848 với tên là Hiệp hội cho vay và bảo đảm đầu tư Prudential nhằm cho đối tác và những người lao động vay vốn.
Thị trường lớn nhất của Prudential là tại châu Á, với hơn 13 triệu khách hàng tại 12 quốc gia và là nhà cung cấp hàng đầu về bảo hiểm nhân thọ tại Hồng Kông, Ấn Độ, Indonesia, Malaysia, Singapore, Philippines và Việt Nam. Prudential tại Anh có khoảng 7 triệu khách hàng và là nhà cung cấp hàng đầu về bảo hiểm nhân thọ và lương hưu tại quốc gia này. Prudential cũng sở hữu Công ty Bảo hiểm nhân thọ Quốc gia Jackson, là một trong những nhà cung cấp bảo hiểm nhân thọ lớn nhất tại Hoa Kỳ, và Công ty Đầu tư M & G là một công ty hoạt động tập trung vào quản lý tài sản với tổng số tài sản thuộc quyền quản lý là 228 tỷ bảng Anh công bố vào ngày 31 tháng 12 năm 2012.
Cổ phiếu của Prudential được niêm yết chính trên Sở giao dịch chứng khoán London và là một thành phần tạo nên Chỉ số FTSE 100. Nó có một vốn hóa thị trường khoảng 33,4 tỷ bảng vào ngày 29 tháng 11 năm 2013, làm cho Prudential trở thành một trong 18 công ty lớn nhất trên sàn giao dịch chứng khoán London. Prudential cũng được niêm yết trên các sở giao dịch chứng khoán Hồng Kông, New York và Singapore.

## Lịch sử

### Giai đoạn 1848-2000
Công ty được thành lập vào ngày 30 tháng 5 năm 1848 tại đường Hatton Garden, quận Holborn, London với tên Hiệp hội cho vay và bảo đảm đầu tư Prudential nhằm cung cấp các khoản vay cho các đối tác chuyên nghiệp và người lao động.
Năm 1854, công ty đã bắt đầu bán các khái niệm tương đối mới của về chính sách bảo hiểm công nghiệp cho giai cấp công nhân với phí bảo hiểm thấp như thông qua các đại lý và cửa hàng và được thu trong nhiều năm (bảo hiểm dài hạn).
Sau đó, Prudential đã chuyển trụ sở chính tới nhà truyền thống tại Holborn Bars vào năm 1879 và chuyển đổi thành Công ty trách nhiệm hữu hạn vào năm 1881. Tòa nhà được thiết kế bởi Alfred Waterhouse, và được xây dựng bằng đất nung được sản xuất bởi Công ty trách nhiệm hữu hạn Gibbs và Canning, một nhà sản xuất đất nung có tiếng đã từng sản xuất đá và tượng để xây Bảo tàng Lịch sử Tự nhiên ở Tamworth.
Sau đó, Công ty TNHH bảo hiểm nhân thọ Prudential lần đầu tiên được niêm yết trên sàn chứng khoán London vào năm 1924. Năm 1986, Prudential mua lại Công ty Bảo hiểm Quốc gia Jackson của Mỹ. Năm 1997, Prudential mua lại Scotland Amicable, một doanh nghiệp được thành lập vào năm 1826 tại Glasgow như là một Công ty Bảo hiểm nhân thọ tại Tây Scotland, với giá £ 1.75 tỷ bảng.
Năm 1998, Prudential thành lập Egg, một ngân hàng trực tuyến hoạt động tại Anh. Các công ty con đạt 550.000 khách hàng trong vòng 9 tháng nhưng gặp khó khăn về lợi nhuận. Trong tháng 6 năm 2000, 21% thị phần của Egg đã được chào bán công chúng để phát triển doanh nghiệp này, nhưng đến tháng 2 năm 2006, Prudential đã quyết định mua hết 21% cổ phần đó. Egg sau đó đã được bán cho Ngân hàng Citibank trong năm 2007.
Năm 1999, M & G, một công ty quản lý quỹ của Anh đã được Prudential mua lại. Trong tháng 6 năm 2000, Công ty lần đầu tiên được niêm yết trên thị trường chứng khoán New York để giúp xâm nhập vào thị trường Mỹ.

### Từ năm 2000 đến nay

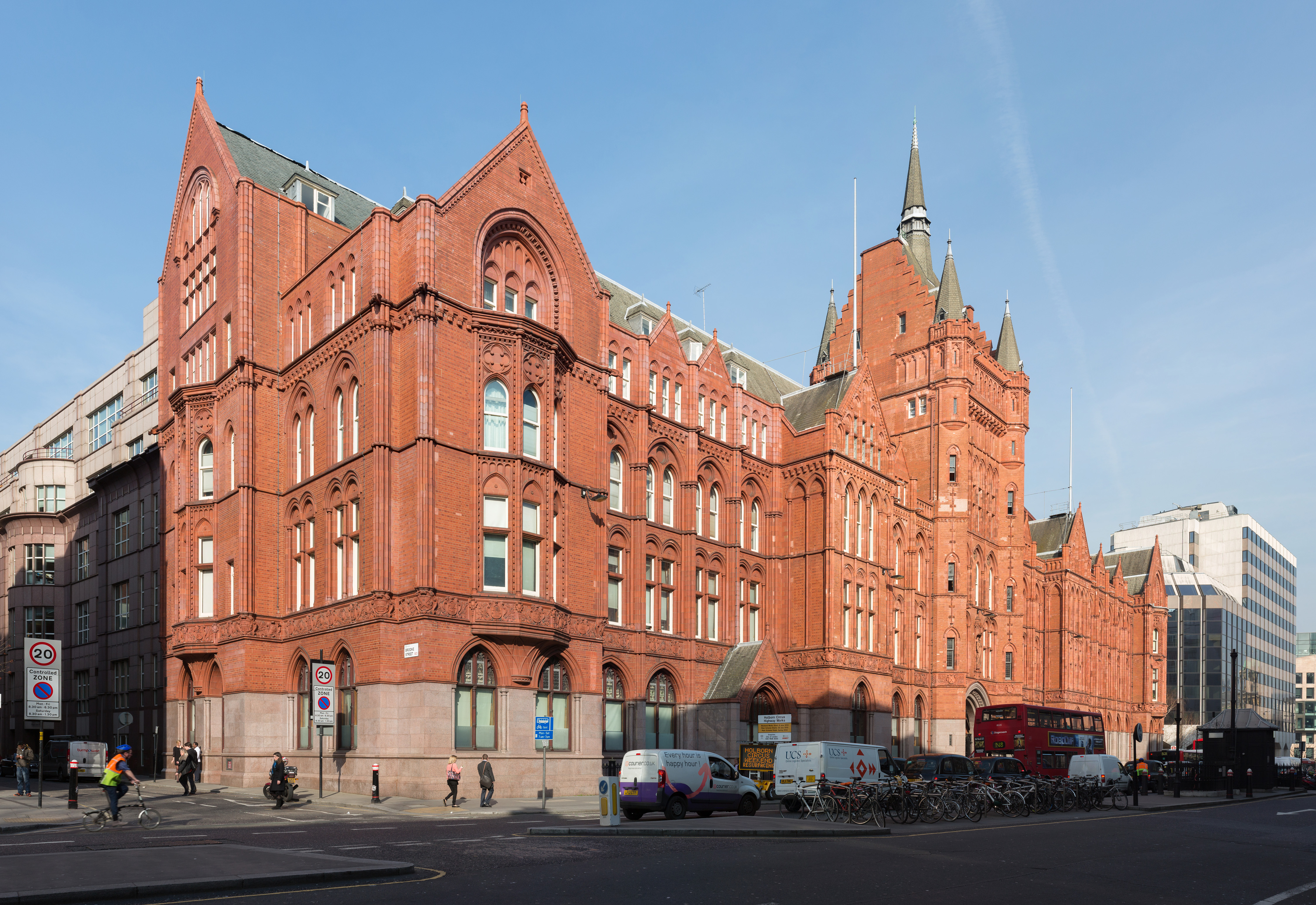
Holborn Bars—Tòa nhà truyền thống của Prudential

Trong tháng 10 năm 2004, Prudential thành lập một công ty con mới có tên là PruHealth, một công ty liên doanh với Discovery Holdings của Nam Phi cung cấp bảo hiểm y tế tư nhân cho thị trường Anh.
Tháng 4 năm 2008, Prudential giúp tuyển khoảng 3.000 người làm việc trong Capita, một công ty về phần mềm của Anh (1.000 người tại Stirling, 750 tại Reading và 1.250 là tại Mumbai). Điều này được thỏa thuận với việc xây dựng các phần mềm quan trọng, với hợp đồng 15 năm trị giá ước tính là hơn 722 triệu bảng Anh, được xây dựng trên mối quan hệ hiện tại của Prudential với Capita, công ty đã hoạt động ở Belfast trước đó vào năm 2006 với chỉ khoảng 450 nhân viên, trong một cơ cấu hoạt động cũ có quy mô nhỏ hơn.
Vào ngày 1 tháng 3 năm 2010, Prudential công bố về một "cuộc đàm phán cấp cao" nhằm mua lại công ty bảo hiểm nhân thọ tại châu Á của Công ty Bảo hiểm Đa quốc gia AIG là Công ty Bảo hiểm Quốc tế Mỹ (AIA) ước đạt khoảng 23 tỷ bảng Anh. Các thỏa thuận sau đó không thành công và AIA đã quyết định quyên góp tiền thông qua việc phát hành lần đầu ra công chúng (IPO) vào cuối tháng 10 năm 2010.

## Hoạt động
.

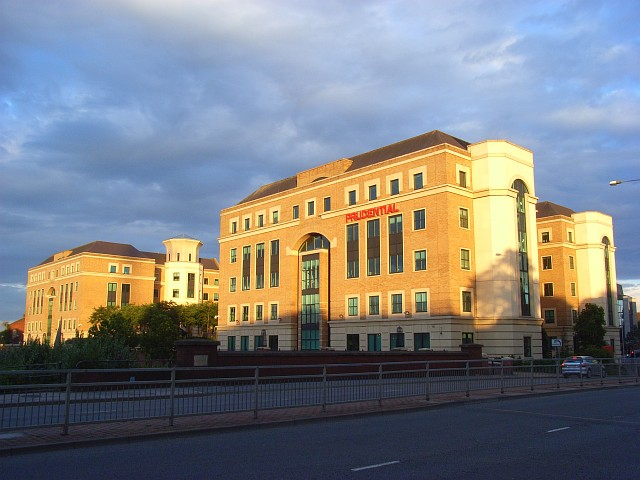
Trung tâm hành chính của Prudential tại Reading, Vương quốc Anh

Tập đoàn có 4 doanh nghiệp kinh doanh là:
- Công ty Prudential Anh: công ty cung cấp lương hưu, trợ cấp, các khoản tiết kiệm tiền gửi và đầu tư dài hạn (trái phiếu, ISA) nhưng công ty phát triển mạnh nhất việc kinh doanh trái phiếu và trợ cấp hưu trí, quỹ hưu trí với số lượng lớn. Công ty cũng hoạt động với tư cách là công ty cung cấp bảo hiểm (cả bảo hiểm nhân thọ và phi nhân thọ) vào thị trường vào năm 2002 với tên gọi Công ty Bảo hiểm Churchill (nay là một phần của Ngân hàng Hoàng gia Scotland) sử dụng thay cho tên Prudential.
- Công ty đầu tư M & G: cung cấp dịch vụ quản lý đầu tư bao gồm cả quản lý quỹ bán lẻ, thu nhập, tiền tiết kiệm, các quỹ hưu trí, bất động sản và tài chính tư. Một phần của M & G là Công ty quản lý đầu tư tài sản Prudential chuyên quản lý tài sản bất động sản của Prudential.
- Công ty Prudential châu Á: có trụ sở chính tại Hồng Kông,[20] là công ty bảo hiểm của Anh lớn nhất châu Á. Nó có sự hiện diện ở châu lục này từ năm 1923 khi một công ty của Prudential tại nước ngoài được thành lập ở Ấn Độ. Mặc dù sau đó đã được quốc hữu hóa, Prudential bắt đầu lại ở Ấn Độ vào năm 2000 với tên ICICI Prudential, một công ty liên doanh với vốn góp 26% cùng Ngân hàng ICICI. Cũng giống như CITIC Prudential Life, một công ty liên doanh với tỉ lệ 50-50 là công ty đầu tiên của Vương quốc Anh kinh doanh bảo hiểm ở Trung Quốc vào năm 2000. Ngoài ra còn có các doanh nghiệp tại Hồng Kông, Đài Loan, Nhật Bản, Hàn Quốc, Singapore, Malaysia, Philippines, Thái Lan, Việt Nam và Indonesia. Ngày 15 tháng 11 năm 2011, Tổng công ty Prudential châu Á công bố ý định thay đổi tên của doanh nghiệp quản lý tài sản của mình.
- Công ty Bảo hiểm nhân thọ Quốc gia Jackson: có trụ sở tại Michigan, Hoa Kỳ,[21] đã được mua lại vào năm 1986. Nó được đặt tên theo Andrew Jackson, là tổng thống thứ bảy của Hoa Kỳ và bắt đầu kinh doanh trong năm 1961.

## Quản lý
Hiện nay, ban giám đốc điều hành tập đoàn bao gồm 16 người. Trong đó, những người đóng vai trò là quản lý chính của tập đoàn gồm:
| Chủ tịch Hồi đồng quản trị                                    | Paul Manduca         |
| Giám đốc điều hành                                            | Tidjane Thiam        |
| Giám đốc tài chính                                            | Nic Nicandrou        |
| Chủ tịch và Giám đốc điều hành Công ty Bảo hiểm Jackson       | Mike Wells           |
| Giám đốc điều hành Công ty Đầu tư M&G                         | Michael McLintock    |
| Giám đốc điều hành Prudential châu Á                          | Barry Stowe          |
| Giám đốc điều hành hoạt động của Prudential tại Anh & châu Âu | Jackie Hunt          |
| Giám đốc Quản lý rủi ro                                       | Pierre-Olivier Bouee |